# 전태일재단
전태일재단은 1970년 11월 13일 전태일의 죽음에 항거하고 그의 죽음을 기념하기 위해 만들어졌다.  현재 이사장은 박승흡이다. 

## 연혁
- 1981년 12월 14일 : 전태일기념관 건립위원회 발족
- 1983년   7월 25일 : 전태일 평전 발간
- 1984년   8월 28일 : 전태일 기념사업회로 명칭 변경
- 2015년  11월13일 :  전태일 45주기
- 2016년   9월  3일 :  이소선 어머니 5주기